# Breitenbachtal
Das Naturschutzgebiet Breitenbachtal liegt im Gebiet der Stadt Monschau, westlich von Kalterherberg an der belgischen Grenze.

## Schutzzweck
Das angestrebte Ziel ist die Erhaltung des Lebensraumes für die nach der Roten Liste gefährdeten Pflanzen, Pilze und Tiere und die Erhaltung und Optimierung des Gebietes als Biotopkomplex.  Im Naturschutzgebiet kommen die geschützten Biotoptypen Nass- und Feuchtgrünland sowie Magergrünland vor.